# The Understanding Heart
The Understanding Heart ist ein US-amerikanischer Stummfilm aus dem Jahr 1927 mit Joan Crawford in einer ihrer ersten Hauptrollen. 

## Handlung
Monica Dale ist eine hübsche junge Frau, die in einem Holzfällercamp mitten in den Wäldern lebt. Sie kann sich nicht zwischen dem reichen Bob Mason und dem armen Ranger Tony Garland entscheiden. Ein großer Waldbrand zwingt die drei Personen, ihre Konflikte vor dem Hintergrund der lodernden Flammen zu lösen. 

## Hintergrund
Joan Crawford wurde als Showgirl noch unter ihrem Geburtsnamen Lucille Le Sueur von einem Talentscout entdeckt, der ihr einen siebenmonatigen Filmvertrag mit der neu gegründeten Filmgesellschaft Metro-Goldwyn-Mayer vermittelte. Seit ihrer Ankunft im Januar 1925 hatte sie durch eiserne Disziplin und den Aufbau eines haltbaren Netzwerkes zuerst Statistenrollen ergattert. Innerhalb weniger Wochen entdeckten die Studioverantwortlichen ihr Potential und veranlassten die Schauspielerin, den Künstlernamen Joan Crawford anzunehmen. Eine Nebenrolle an der Seite von Jackie Coogan in Old Clothes verschaffte ihr die Aufmerksamkeit des aufstrebenden Regisseurs Edmund Goulding, der Crawford schließlich für die Rolle der tragischen Irene in der Filmadaption der erfolgreichen Broadwayshow Sally, Irene and Mary engagierte. Der Erfolg des Films verhalf Crawford zu Hauptrollen in wenig anspruchsvollen Filmen wie Paris, die ihr Talent förderten und ihr die Gelegenheit gaben, ihre schauspielerischen Fähigkeiten zu entwickeln. The Understanding Heart wurde von Cosmopolitan Productions produziert. Die Firma war 1918 von William Randolph Hearst für seine Geliebte Marion Davies gegründet worden. Sie bildete eine selbständige Einheit innerhalb der MGM-Studios und vertrieb hauptsächlich Filme mit Davies in der Hauptrolle. Für die Darstellung des Waldbrandes wurden Szenen aus The Flaming Forest (auch bekannt unter dem Titel The Fire Brigade) aus dem Vorjahr genutzt.  
Einige Jahrzehnte später war Joan Crawford immer noch angetan von sich und ihrem männlichen Partner: 

„Ich bekam meine ersten glühenden Kritiken für „The Understanding Heart“, weil [mein Co-Star] Francis X. Bushman, Jr  mir erlaubte, jede einzelne Szene zu stehlen. Was für ein Gentleman.“

## Kinoauswertung
Mit Kosten von 248.000 US-Dollar war es für einen B-Film selbst für MGM-Standards eine teure Produktion. Der Film spielte in den USA mit einer Summe von 427.000 US-Dollar eine verhältnismäßig hohe Summe ein. Mit den Auslandseinnahmen von 109.000 US-Dollar und einem kumulierten Gesamtergebnis von 563.000 US-Dollar wurde aus The Understanding Heart der bislang erfolgreichste Film von Joan Crawford. Am Ende konnte das Studio allerdings nur einen geringen Gewinn in Höhe von 70.000 US-Dollar realisieren.

## Kritiken
Die Kritiker waren angetan von Joan Crawford und sagten ihr eine erfolgreiche Zukunft voraus. 
Betty Colfax befand im New York Evening Graphic:

„Miss Crawford zeigt nicht nur etliches Talent als Schauspielerin, sie läßt sich auch sehr gut photographieren. Insgesamt zeigt sie eine deutliche Entwicklung seit ihrer Arbeit in The Taxi Dancer, so dass man sich große Dinge von dieser jungen Damen erhoffen darf.“